# Paroxismale nachtelijke hemoglobinurie
Paroxismale nachtelijke hemoglobinurie (PNH) is een monoklonale aandoening van de hematopoiëtische stamcellen (voorlopercellen van het bloed). Monoklonaal wil zeggen dat de afwijking slechts in één kloon afkomstig van één stamcel aanwezig is en dus niet in alle stamcellen. De afwijking betreft een DNA-afwijking. Hierdoor worden bepaalde eiwitten niet goed aangemaakt, onder andere CD55 en CD59. Deze eiwitten zorgen ervoor dat het lichaam de cellen met deze eiwitten herkent als lichaamseigen. Wanneer een cel deze eiwitten niet heeft, zal het lichaam ze herkennen als lichaamsvreemd en ze vernietigen. Het gevolg is dat zowel de rode en witte bloedcellen als de bloedplaatjes worden aangevallen. 
Patiënten met PNH hebben als gevolg van de vernietiging van hun cellen last van anemie (bloedarmoede), veel infecties en trombose (stolling van het bloed in de bloedvaten).
PNH is een zeldzame vorm van hemolytische anemie (ernstige bloedarmoede door versterkte afbraak van bloedcellen) en komt bij 1 op de 100.000 mensen voor. PNH kan op alle leeftijden ontstaan maar vooral tussen de 30 en de 40 jaar. Het komt evenveel voor bij mannen als bij vrouwen. 
Bij PNH gaat er iets mis tijdens het proces van voorlopercellen naar volwassen bloedcellen, namelijk dat er een eiwit mist waardoor de cellen eerder afgebroken worden. Mensen met PNH maken ook wel gewone bloedcellen aan en iedereen heeft wel een paar van deze afwijkende bloedcellen, maar bij PNH wordt de aanmaak van goede bloedcellen ook nog geremd. 
Bij PNH heeft de patiënt niet altijd evenveel afbraak van bloedcellen, maar zijn het plotselinge aanvallen, die op elk moment van de dag kunnen zijn en soms enkele dagen achter elkaar; niet alleen 's nachts, de naam is zo omdat de urine in de ochtend het donkerste is.
De verhouding van normale en abnormale cellen varieert van patiënt tot patiënt. De abnormale bloedcellen leven gemiddeld maar 30 tot 40 dagen t.o.v. 120 bij normale bloedcellen. Omdat niet alle cellen zijn aangedaan, maar slechts een deel kan het ziektebeeld heel wisselend zijn. 
Het beenmerg is niet altijd in staat het aanmaken van de rode bloedcellen bij te houden t.o.v. de afbraak. Wanneer dit plaatsvindt dan zijn meestal niet alleen de rode bloedcellen laag in aantal, maar ook de witte bloedcellen en bloedplaatjes. Men spreekt dan van de technische term pancytopenie. In dit geval komt PNH dicht bij de ziekte aplastische anemie(bloedarmoede doordat het beenmerg niet of niet genoeg bloedcellen aanmaakt, waarbij het beenmergdefect de belangrijkste oorzaak is).
De gemiddelde overleving tien jaar na diagnose is 65% en vijftien jaar na diagnose 48%. Van de patiënten die overlijden door een complicatie van PNH, overlijdt een kwart als gevolg van trombose. 1-3% krijgt acute leukemie, meestal 5-7 jaar na de diagnose. Aan zwangerschappen zitten grote risico’s, 50% krijgt last van trombose, 1 op de 3 zwangerschappen is een miskraam en 8% van de zwangere vrouwen met PNH overleeft de zwangerschap niet. Deze cijfers zijn van toepassing op patiënten die niet worden behandeld met Eculizumab.

## Oorzaak
CD55 en CD59 zijn eiwitten die verankerd zijn aan het celmembraan met behulp van een glycophosphatidylinositol(GPI)-anker. Door een mutatie in het Phosphatidylinositol glycaan-A(PIGA)-gen, dat een essentieel onderdeel is van het GPI-eiwit, kan het PIGA-gen niet meer juist tot expressie worden gebracht. Hierdoor volgt een incomplete synthese van GPI waardoor GPI-verankerde eiwitten niet gehecht blijven aan het celmembraan. Door de afwezigheid van GPI-ankers is er een absentie van GPI-gebonden membraaneiwitten. Hierdoor is er een gebrek aan onder andere de membraaneiwitten CD55 en CD59, die beiden een functie vervullen in het reguleren van het complementsysteem; CD55 inhibeert de vorming van C3bBb en CD59 reguleert de incorporatie van C9 op C5b678. Doordat deze eiwitten op bepaalde stamcellen missen, zal het complementsysteem niet gereguleerd kunnen worden en worden deze cellen afgebroken.
Het PIGA-gen is gelokaliseerd op het X-chromosoom; een enkele mutatie leidt al tot het fenotype PNH (ook bij vrouwen door X-inactivatie). Alle andere genen die benodigd zijn voor GPI-synthese zijn gelegen op de autosomen. Hierbij moeten beide allelen gemuteerd zijn om het fenotype PNH te verkrijgen.

## Symptomen
- vermoeidheid, duizeligheid, bleekheid, kortademigheid, hoofdpijn en hartkloppingen;
- aanvallen van rugpijn en buikpijn;
- pijn bij/moeite met slikken;
- meer kans op infecties (als ook de witte bloedcellen niet goed zijn);
- blauwe plekken en bloedingen (als er ook te weinig bloedplaatjes zijn);
- galstenen;
- vooral 's ochtends donker gekleurde urine
- gelig oogwit en huid

## Behandeling
De behandeling bestaat onder andere uit bloedtransfusies. Er is in Nederland een actieve patiëntenvereniging met een eigen website waar de laatste ontwikkelingen met betrekking tot deze zeldzame bloedziekte te vinden zijn.
Er bestaat nog geen medicijn dat PNH geneest, wel krijgt de patiënt meestal ijzertabletten, vitamine B12 en foliumzuur. Artsen zijn voorzichtig met ijzertabletten, omdat deze soms de afbraak juist verergeren. Soms worden ook ontstekingsremmende medicijnen gegeven als prednisolon om het afweersysteem te onderdrukken en zo de afbraak te verminderen, maar de meeste artsen zijn vanwege de bijwerkingen geen voorstander van deze behandeling.
Soms blijft het hemoglobinegehalte zo laag dat er een bloedtransfusie nodig is waarbij pure rode bloedcellen ingespoten worden, omdat het lichaam tegen andere stoffen antistoffen kan aanmaken, wat de afbraak weer verergert. Ook is er soms een beenmergtransplantatie nodig.
Soliris is een medicijn dat door medisch personeel onder toezicht van een arts met ervaring met bloedziektes wordt toegediend aan patiënten met PNH. De eerste 4 weken wordt er wekelijks 1200 mg toegediend, de 5e week 900 mg en de weken daarop elke 2 weken 900 mg. Twee weken voor de eerste dosis moet er ingeënt worden tegen meningitis. Soliris is nog niet onderzocht onder kinderen en patiënten met nier en leverproblemen. Eculizumab is het werkzame bestanddeel. Eculizumab is een antilichaam dat zich bindt aan het complementeneiwit C5. Dit medicijn is getest onder 43 mensen, waarvan 21 (49%) met succes, ze hadden een stabiele hemoglobinespiegel en hadden geen bloedtransfusies meer nodig terwijl de 44 mensen die een schijnbehandeling kregen gemiddeld 10 bloedtransfusies nodig hadden. Dit geneesmiddel werd op 17 oktober 2003 aangewezen als geneesmiddel voor zeldzame ziektes. Tussen 2008 en 2010 komen er ongeveer tussen de 25 en 34 patiënten voor behandeling met eculizumab in aanmerking. Onderhoudsbehandeling, eens per twee weken, kost circa € 380.000,- per patiënt per jaar.
Bij sommige patiënten met PNH kan er genezing plaatsvinden door een erg risicovolle behandeling, namelijk stamceltransplantatie. De patiënt moet na de transplantatie nog wekenlang in het ziekenhuis blijven. Dit gebeurt meestal met stamcellen van een donor. Lukt de transplantatie, dan duurt het meestal twaalf tot veertien dagen voordat de stamcellen aanslaan. Ongeveer 20-30% overleeft de transplantatie niet.